# Thomas Gsella
Thomas Gsella (* 19. ledna 1958 Essen) je německý satirik a spisovatel.

## Životopis
Thomas Gsella od roku 1992 pracoval v redakci satirického magazínu Titanic. Píše pro různé tiskoviny a rozhlasová vysílání. Je představitelem komické lyriky a členem Titanic Boy Group (další členové: Oliver Maria Schmitt a Martin Sonneborn).
Žije s manželkou a dvěma dětmi v Aschaffenburgu.

## Dílo
- Materialien zur Kritik Leonardo Di Caprios und andere Gedichte, Eichborn, Frankfurt am Main 1999, ISBN 3-8218-3525-7
- Kille kuckuck dideldei. Gedichte mit Säugling, Kunstmann, Mnichov 2001, ISBN 3-453-86507-3
- Generation Reim. Gedichte und Moritat, Haffmans bei Zweitausendeins, Frankfurt am Main 2003, ISBN 3-86150-521-5
- So werde ich Heribert Faßbender. Grund- und Aufbauwortschatz Fußballreportage (s Heribertem Lenzem a Jürgenem Rothem), Klartext-Verlag, Essen 1995, 3. vydání 2004, ISBN 3-89861-100-0
- Ins Alphorn gehustet. Gedichte über Völker u.a., Reclam, Lipsko 2005, ISBN 3-379-00849-4
- Kinder, so was tut man nicht. Ein pechschwarzes Brevier für die Familie, Rowohlt-Taschenbuch-Verlag, Reinbek bei Hamburg 2007, ISBN 978-3-499-24510-7
- Der kleine Berufsberater, Eichborn, Frankfurt 2007, ISBN 978-3-8218-6017-6
- Papa-a? Ja, mein Kind? Die letzten Fragen der Menschheit, Fischer-Taschenbuch-Verlag, Frankfurt 2008. ISBN 978-3-596-17894-0
- Nennt mich Gott, Fischer-Taschenbuch-Verlag, Frankfurt 2008. ISBN 978-3-596-17915-2
- Die Leiden des jungen Schiller. Mit Zeichnungen von Rudi Hurzlmeier, Sanssouci Verlag, Mnichov 2009. ISBN 978-3-8363-0170-1
- Warte nur, balde dichtest du auch!: Die Offenbacher Anthologie, Ullstein Taschenbuch Verlag, Berlín 2009 ISBN 978-3-548-37305-8
- Blau unter Schwarzen. Gsellammelte Prosa I: Ausgewählte Humoresken, DUMONT, Kolín 2010. ISBN 978-3-8321-9543-4
- Reiner Schönheit Glanz und Licht - Ihre Stadt! im Schmähgedicht, Eichborn, Frankfurt 2011. ISBN 978-3-8218-6087-9
- BestGsella - Live-Lesung. Hörbuch, Eichborn und SpiegelOnline. ISBN 978-3-8218-6341-2

## Ocenění
- 2011 – Cena Roberta Gernhardta